# Hedwig's Theme
"Hedwig's Theme" är en huvudsaklig melodi, skriven av John Williams. Hedwig's Theme används oftast som huvudtemat för Harry Potter-filmerna. Samma orkester tackas av efter varje film för att ha spelat in melodin. Hedwig's Theme har fått nästintill kultstatus och finns bland annat som ringsignal och andra typer av media.